# سوف الجين
وادي سوف الجين هو أكبر وادي في ليبيا يمتد من الجزائر غربا ويمر بمعظم المناطق الوسطى بليبيا ولمدينة بني وليد نصيب الاسد من وادي سوف الجين وتحتل مايقارب ثلثي الوادي ويعتبر الوادي المصدر المهم لعيش السكان وبالاخص قبائل ورفلة التي تقطن الوادي وينتهي الوادي في منطقة تاورغاء على ساحل البحر الأبيض المتوسط.

## اصل التسمية
إن اصل تسمية هذا الوادي هو اللغة الليبية سوف (بالامازيغية: ⵙⵓⴼ) تعني وادي اجّن (بالامازيغية: ⵉⵊⵊⵏ) تعني بطوم وتم نحث الكلمة واصبحت تنطق سوفجّْين، وهذا خطأ فادح في اصل التسمية لان الأمازيغ كانوا يقطنون المنطقة الغربية من ليبيا ولم يذكر ابدا ان الأمازيغ ذهبو إلى المنطقة الوسطى أو اقامو فيها وعلى الارجح ان اصل التسمية هو اغريقي ويعني "الأرض الخصبة"!! وهذا الراي المغرض مردود عليه أيضا لانه لاتوجد كلمه اغريقيه كلاسيكيه بصيغة سوف لجين ابدا بالإضافة لان الاصل الليبي لسكان وسط ليبيا مثبت تاريخيا بكلام جميع المؤرخين القدماء والمحدثين العرب منهم والاجانب فذكر هيرودوت ان المكاي سكان كيفلاي والمناطق الداخلية وأيضا ذكرهم بيلني الأكبر وجميع المؤرخين القدماء والمحدثين امثال ابن خلدون وغيره... ان الكتابات الليبيه القديمة التي وجدت في وادي شطاف وقصر خنافس تثبت ان السكان القدماء من الليبيين أو مايسمى الامازيغ وأيضا معني سوف الجين سوف معناه الوادي ولجين شجر البطوم اجّن ومؤنثها تاجنت.